# Банк Харбина

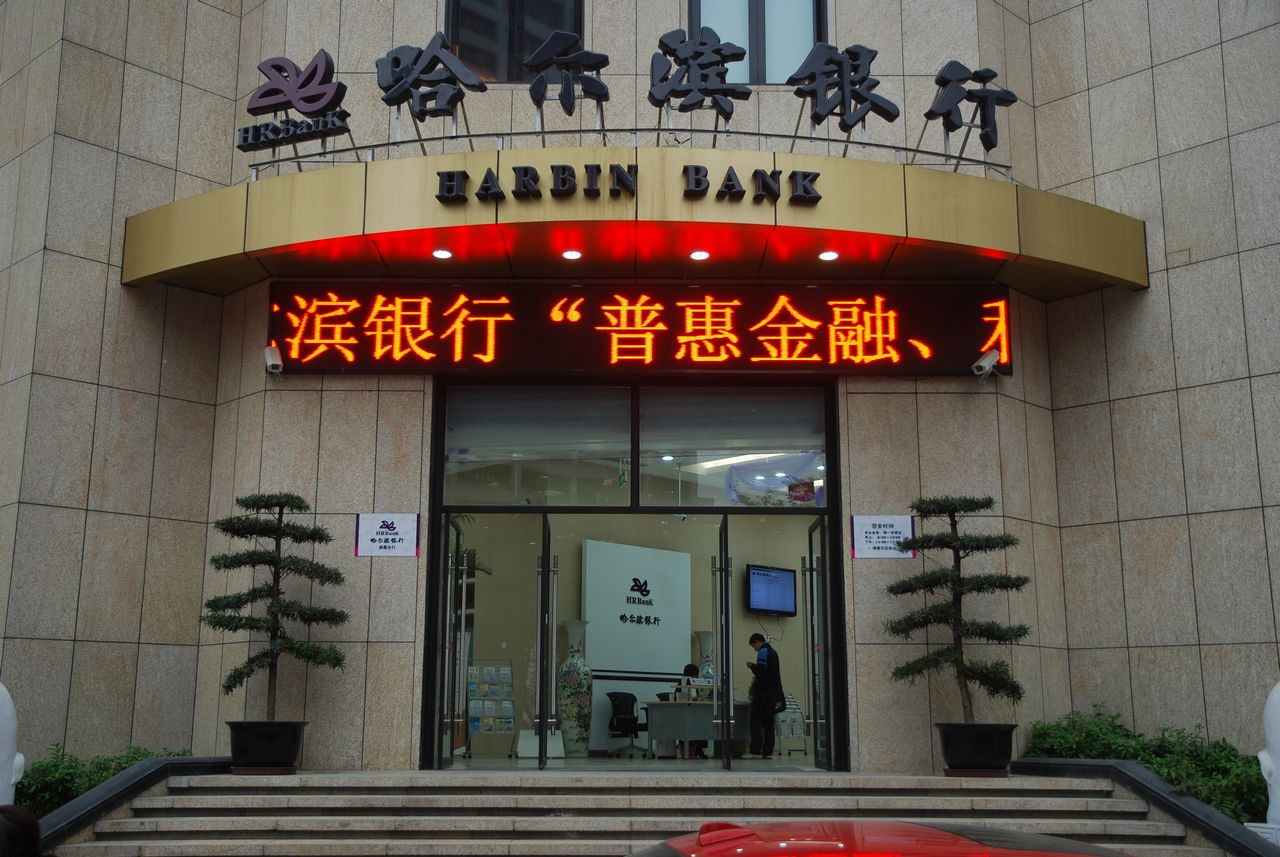
Отделение банка в Чэнду

Банк Харбина или Харбинский банк (кит. 哈尔滨银行) — коммерческий банк со штаб-квартирой в Харбине, провинция Хэйлунцзян, КНР. Основан в феврале 1997 года как Харбинский Городской Коммерческий Банк, открыл отделения только в Харбине, но в 2007 поменял название на Банк Харбина и открыл отделения в Даляне, Тяньцзине, Шуанъяшане и Цзиси.
На конец 2020 года у банка было 17 отделений и 32 дочерних городских и сельских банков в 14 провинциях КНР. Около половины выручки приходится на провинцию Хэйлунцзян, также значительно присутствие в других северо-восточных провинциях, на юго-западе и севере страны. Клиентами банка в основном являются малый и средний бизнес и фермеры.
Основными акционерами банка Харбина являются государственные инвестиционные фонды (в сумме более 50 % акций), а также тайваньская финансовая группа Fubon Financial Holding (6,87 %).

## История
Основан в 1921 году. Позже был объединен с Центральным Банком Маньчжурии.
Повторно был основан в 1944 году в итоге объединения банков Детай и Дачен, 36 % акций которого были в собственности Правительства Японии и Центрального Банка Маньчжурии, который был реквизирован Правительством КНР в 1954.